# Jože Ranzinger
Jože Ranzinger, slovenski veteran vojne za Slovenijo, * 10. julij 1938.
Ranzinger je bil organizator MSNZ (načelnik TO) v Zasavju.
Na državnozborskih volitvah leta 2011 je kandidiral na listi DeSUS.

## Odlikovanja in nagrade
Leta 2005 je prejel častni znak svobode Republike Slovenije z naslednjo utemeljitvijo: »za izjemne zasluge pri uveljavljanju in obrambi samostojnosti in suverenosti Republike Slovenije«.